# Чарчакис
Чарчакис (арм. Ճարճակիս) — село в Арагацотнской области Армении.

## География
Село расположено в северной части марза, на склоне Памбакского хребта, на расстоянии 48 километров к северо-западу от города Аштарак, административного центра области. Абсолютная высота — 2180 метров над уровнем моря.
Климат
Климат характеризуется как умеренно холодный, влажный (Dfb в классификации климатов Кёппена). Среднегодовая температура воздуха составляет 3,9 °C. Средняя температура самого холодного месяца (января) составляет −7,8 °С, самого жаркого месяца (августа) — 14,8 °С. Расчётная многолетняя норма атмосферных осадков — 571 мм. Наибольшее количество осадков выпадает в мае (100 мм).

## Население
| Год переписи | Население          | Население          | Население          | Население            | Население            | Население            |
| Год переписи | Наличное население | Наличное население | Наличное население | Постоянное население | Постоянное население | Постоянное население |
| Год переписи | Всего              | Мужчины            | Женщины            | Всего                | Мужчины              | Женщины              |
| ------------ | ------------------ | ------------------ | ------------------ | -------------------- | -------------------- | -------------------- |
| 2001         | 413                | 194                | 219                | 470                  | 220                  | 250                  |
| 2011         | 411                | 191                | 220                | 443                  | 210                  | 233                  |